# Rybníček u Hořan
Národní přírodní památka Rybníček u Hořan je chráněné území s jedinou lokalitou přirozeného výskytu kriticky ohrožené rdestice hustolisté (Groenlandia densa) v České republice. Chráněné území zahrnuje kromě samotného rybníčku rovněž údolí se silným prameništěm a lesními porosty.
Rybníček je napájen mineralizovanou vodou Hořanského potoka, který pramení o několik set metrů dále. Chráněná rdestice je citlivá na zakalení vody a výšku hladiny, proto byl na jižním konci NPP vybudován suchý poldr, který má rybník ochraňovat před splachy a nenadálými silnými srážkami. V historii byl rybník několikrát odbahněn. Stav rdestice je stále sledován.

## Lokalita
NPP se nachází ve Středočeském kraji v katastrálním území obce Hořany u Kutné Hory. Rozloha národní přírodní památky Rybníček u Hořan je 2,01 ha, přičemž samotný rybník zaujímá pouze 804 m2 (tedy přibližně jednu dvanáctinu celkové plochy CHÚ). Chráněné území se rozkládá v malém údolí, které je obklopeno zemědělsky využívanými plochami. Orgánem ochrany přírody je AOPK ČR – RP Střední Čechy, konkrétně Správa CHKO Blaník.

## Historický vývoj populace rdestice hustolisté
Rdestice hustolistá (Groenlandia densa) byla na této lokalitě zaznamenána již na začátku 20. století, první herbářový doklad je z roku 1913. Údaje výskytu rdestice můžeme nalézt i v díle Květena Kolínska a Kouřimska.
Od roku 1976 je lokalita pravidelně sledována. V roce 1978 byl zjištěn silný ústup rdestice z důvodu expanze vláknitých řas, silného zanesení rybníka a jeho zastínění dřevinami. O dva roky později byly vlastníkem dřeviny na březích vykáceny, tím bylo odstraněno zastínění a zcela zmizely vláknité řasy – pro rdestici to mělo pozitivní efekt. V témže roce se ale hloubka rybníka snížila na několik centimetrů a velká část jeho plochy zůstala bez vody. Rdestice se sice rozšířila po celé ploše s vodou, ale vzhledem k nízkému sloupci vody byla špatně vyvinuta.

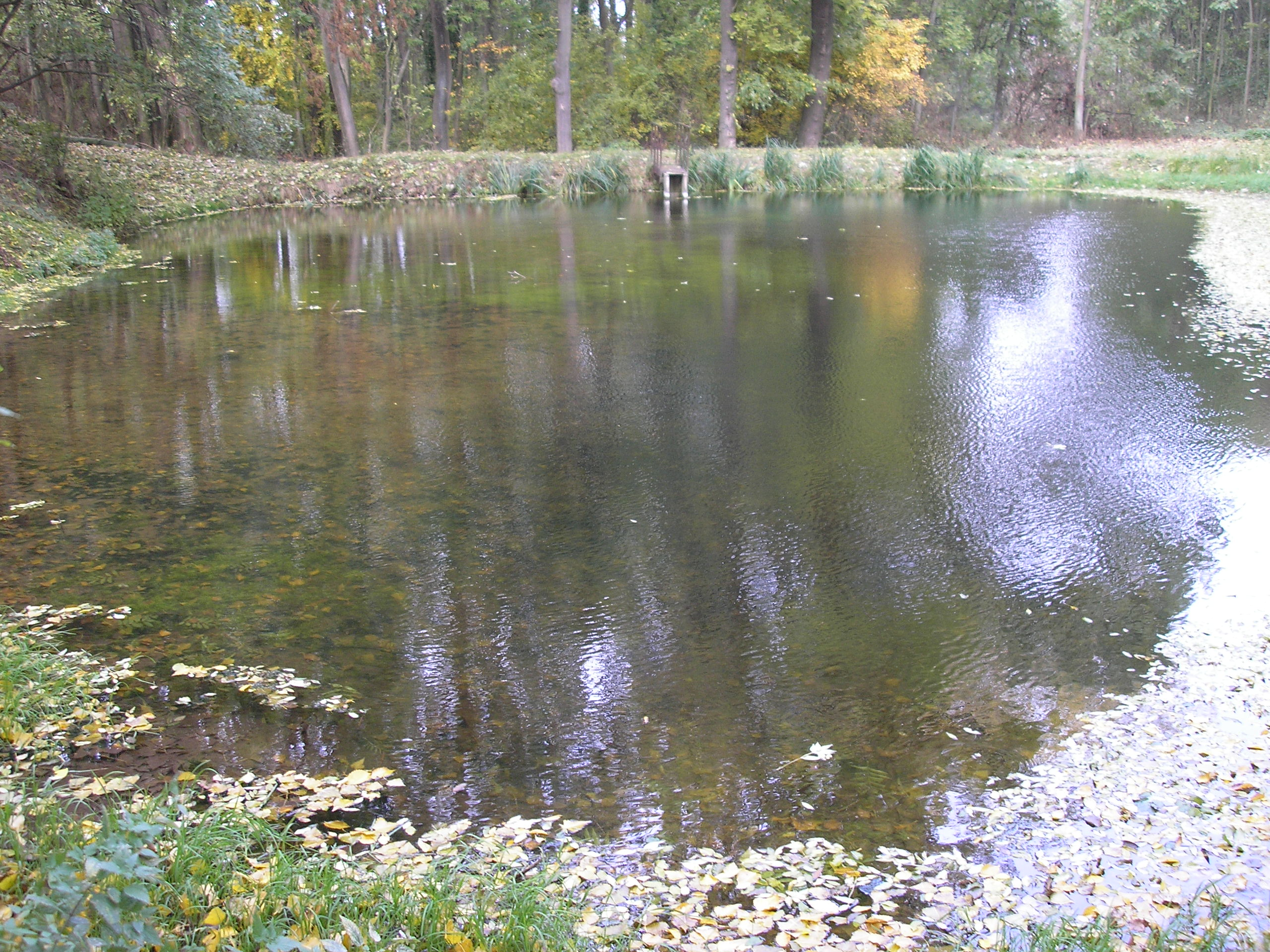
Pohled na rybník a hráz

Tento stav pokračoval i v roce 1981. 19. 6. 1982 členové 5. ZO ČSOP Praha 6 vyhloubili v této lokalitě jámu o ploše cca 10 m², vypleli plochu při hrázi a mírně ji prohloubili – rostliny pak do těchto míst zpět přenesli. V letech 1983 a 1984 docházelo k dalším částečným odbahněním a k provizorní opravě hráze. Každý zásah měl pozitivní vliv na populaci rdestice, ale kvůli častým přívalovým dešťům a silné erozi v povodí potoka docházelo k neustálému zanášení rybníka splachovanými sedimenty.
Roku 1992 došlo navíc k průsaku vody hrází a hladina vody se snížila na 15 – 40 cm, proto byl v letech 1992 a 1993 stav populace rdestice hustolisté v kritickém stavu. Částečným řešením této situace se ukázalo odbahnění v roce 1994, kdy byla na zkoušku v náplavech potoka mimo území NPP vyhloubena tůň (rozměr 4×4 m, hloubka cca 70 cm) a do ní vsazeny řízky rdestice. Tůň se vyvíjela zdárně, ale v červenci roku 1995 byla zničena velkou vodou.
Rybník byl opět odbahněn, došlo k rekonstrukci hráze a vzniku suchého poldru asi 400 m nad rybníkem. Po odbahnění byla v rybníce ponechána jen malá část sedimentů se semeny a odnožemi rdestice a zároveň bylo zajištěno pěstování v kultuře ve Výzkumném ústavu okrasného zahradnictví v Průhonicích. Při napouštění v roce 1996 došlo k samovolné obnově populace, a proto nemuselo dojít k doplnění rostlinami z kultury z Průhonic. V letech 1997 a 1998 se populace rdestice hustolisté rozšířila na celou plochu rybníka. V těchto letech byly odstraňovány vláknité řasy, které představují silnou konkurenci.

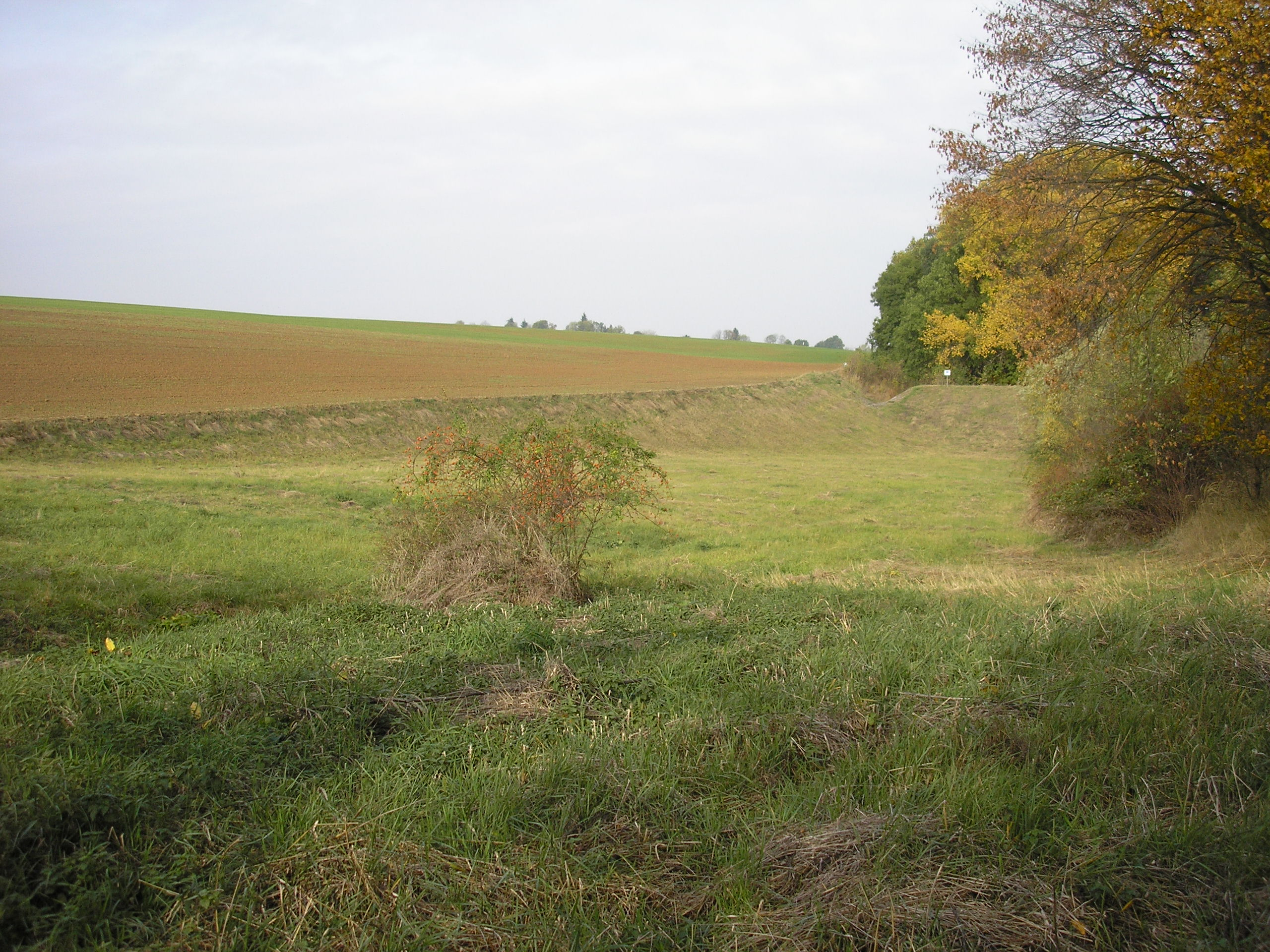
Suchý poldr

### 21. století
Do roku 2004 byla populace a rybník v uspokojivém stavu. Plocha rybníka zarostlá rdesticí kolísala mezi malou plochou u hráze a 75 % plochy rybníka. Malý poldr z roku 1995 nedokázal pojmout přívalové vody, proto došlo v letech 2003 – 2005 k vybudování nového suchého poldru nad plochou NPP. Tento poldr je primárně určen pro přívalové deště, menší srážky a splachy ale nezachycuje. Proto došlo nejen během výstavby, ale i po jejím ukončení k velkým splachům sedimentu. Značné splachy byly zaznamenány v roce 2007, kdy navíc neznámý pachatel nasadil do rybníka ryby. Voda tak byla silně zakalena, což mělo neblahý vliv na populaci rdestice a ryby musely být odloveny vypuštěním rybníka. V tomto roce též došlo k posílení rdestice z udržovacího pěstování v Průhonicích. Od roku 2008 již nedochází ke splachům z velkého suchého poldru, neboť výpustní otvor byl zanesen vegetací, která částečně slouží jako filtr.
V roce 2014 byl rybníček odbahněn, čímž došlo k odstranění o 450 m³ sedimentů vzniklých splachem z okolních polí, náklady dosáhly 358 493,96 Kč. Během odbahňovacích prací byla rdestice hustolistá přesazena do náhradní vodní nádrže. Současně došlo k opravě hráze a bezpečnostního přelivu.

## Přírodní poměry
Na ploše NPP se vyskytuje několik dalších chráněných organismů. V posledních letech nejsou všechny potvrzené. Je tedy nutné ověřit údaje o jejich výskytu na tomto území.

### Geologie
Horninový podklad je tvořen metamorfovanými horninami proterozoika – biotitické až dvojslídné jemnozrnné pararuly. Na těchto horninách nalezneme vrstvy spraše a sprašových hlín. Na sprašových hlínách převažují luvizemě. Údolí potoka je silně zaříznuté a jsou v něm uloženy fluviální a deluviofluviální uloženiny, především hlíny a hlinité písky a můžeme zde očekávat maloplošný výskyt glejů a pseudoglejů.

### Hydrologie

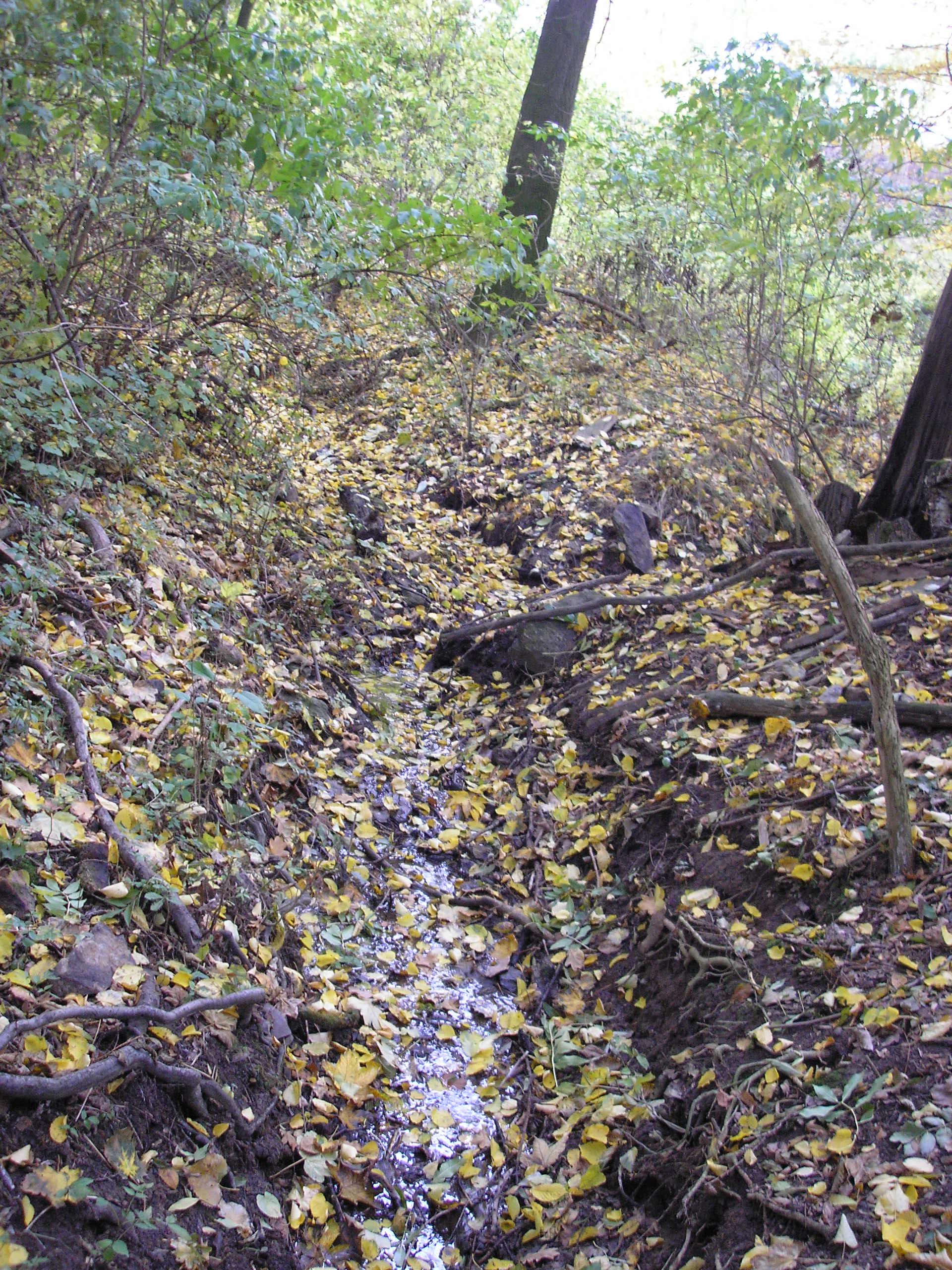
Prameniště

Na území pramení Hořanský potok, který napájí rybník mineralizovanou vodou. Jeho charakter je bystřinný. Přibližně po 9 kilometrech se vlévá v Kolíně do Labe. Rybník má při standardní výšce hladiny objem 1002 m³.

### Flóra

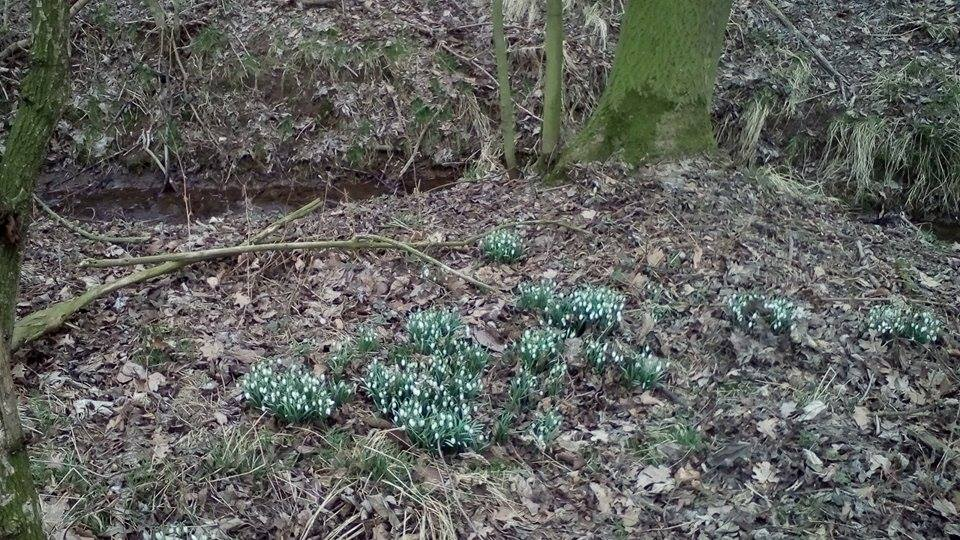
Sněženky kolem potoka. Téměř v celé jeho délce od prameniště k rybníčku.

Nejvýznamnějším zástupcem rostlinné říše je rdestice hustolistá (Groenlandia densa) – skupina ohrožení C1. Ze skupiny C3 je to potom sněženka podsněžník (Galanthus nivalis) a lakušník niťolistý (Batrachium trichophyllum), který je ale paradoxně odstraňován, neboť znehodnocuje přírodní prostředí rdestice. Skupina C4 je zastoupena bradáčkem vejčitým (Listera ovata), jehož výskyt ale nebyl v posledních letech potvrzen.
Dalšími rostlinami vyskytujícími se na území NPP jsou rozrazil potoční (Veronica beccabunga), okřehek menší (Lemna minor), zblochan řasnatý (Glyceria notata), sítina sivá (Juncus inflexus), pryskyřník lítý (Ranunculus sceleratus) a žlutý kosatec (Iris pseudacorus). Lesní porost je tvořen bezem černým (Sambucus nigra), střemchou obecnou (Padus avium), jedlí bělokorou (Abies alba), smrkem ztepilým (Picea abies), modřínem opadavým (Larix decidua), dubem letním (Quercus robur), bukem lesním (Fagus sylvatica), lípou malolistou (Tilia cordata), habrem obecným (Carpinus betulas), olší lepkavou (Alnus glutinosa), javorem klenem (Acer pseudoplatanus), jasanem ztepilým (Fraxinus excelsior), topolem bílým (Populus alba) a břízou bělokorou (Betula pendula).

### Fauna
Z plazů se zde vyskytuje užovka obojková (Natrix natrix), čolek obecný (Triturus vulgaris), ropucha obecná (Bufo bufo), rosnička zelená (Hyla arborea), skokan štíhlý (Rana dalmatina), skokan skřehotavý (Phelophylax ridibundus).
Z minulosti je zde zaznamenán výskyt kuňky ohnivé (Bombina bombina), čmeláka zemního (Bombus terrestris), čmeláka lučního (Pyrobombus pratorum), čmeláka polního (Megabombus pascuorum), batolce duhového (Apatura iris) a batolce červeného (Apatura ilia). Zda se zde tyto druhy stále objevují je potřeba ověřit.

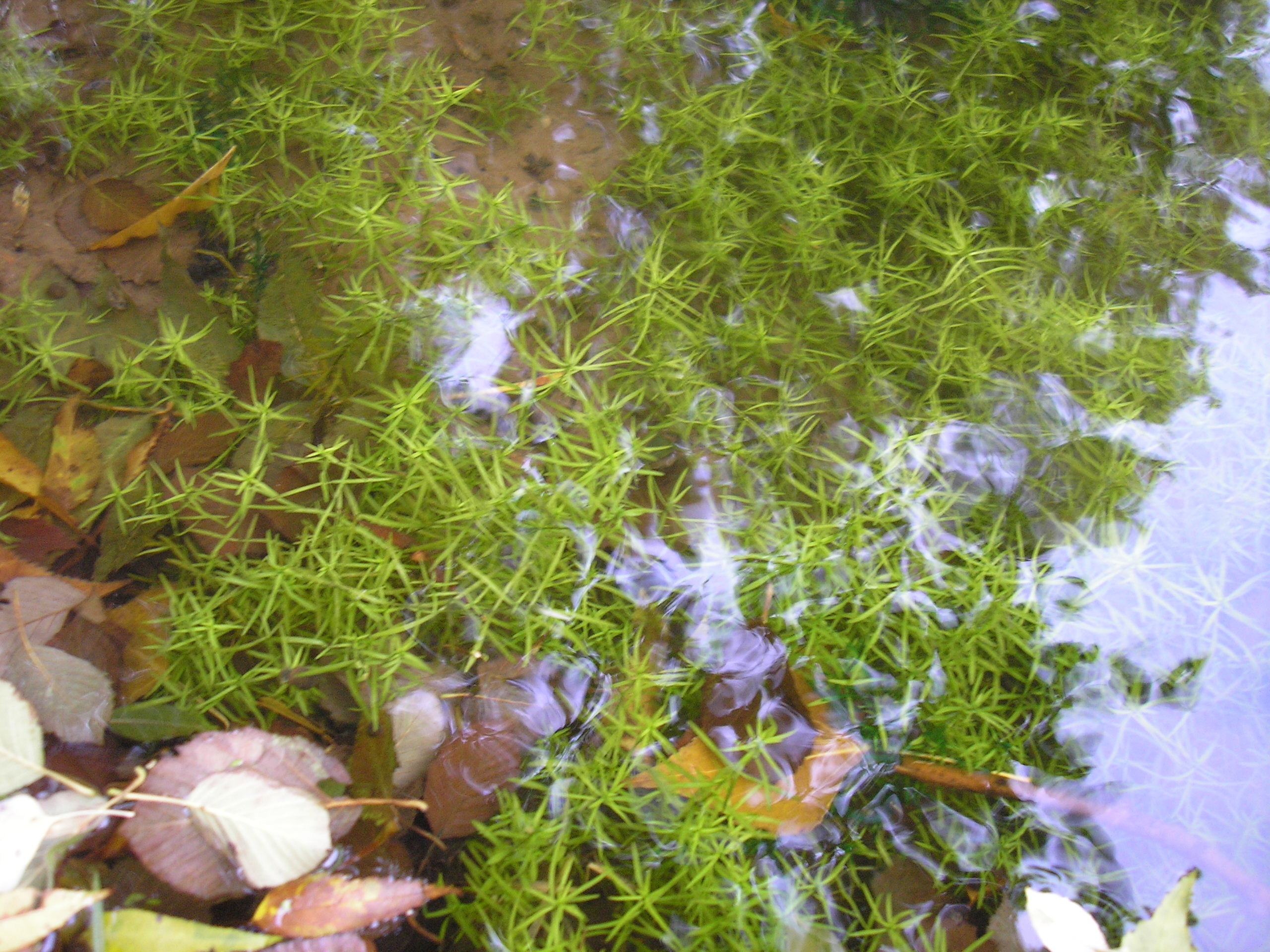
Zimní lodyha rdestice hustolisté

## Ochrana
Chráněné území nezahrnuje jen rybník, ve kterém se vyskytuje rdestice hustolistá, ale i okolní les se silným prameništěm Hořanského potoka.

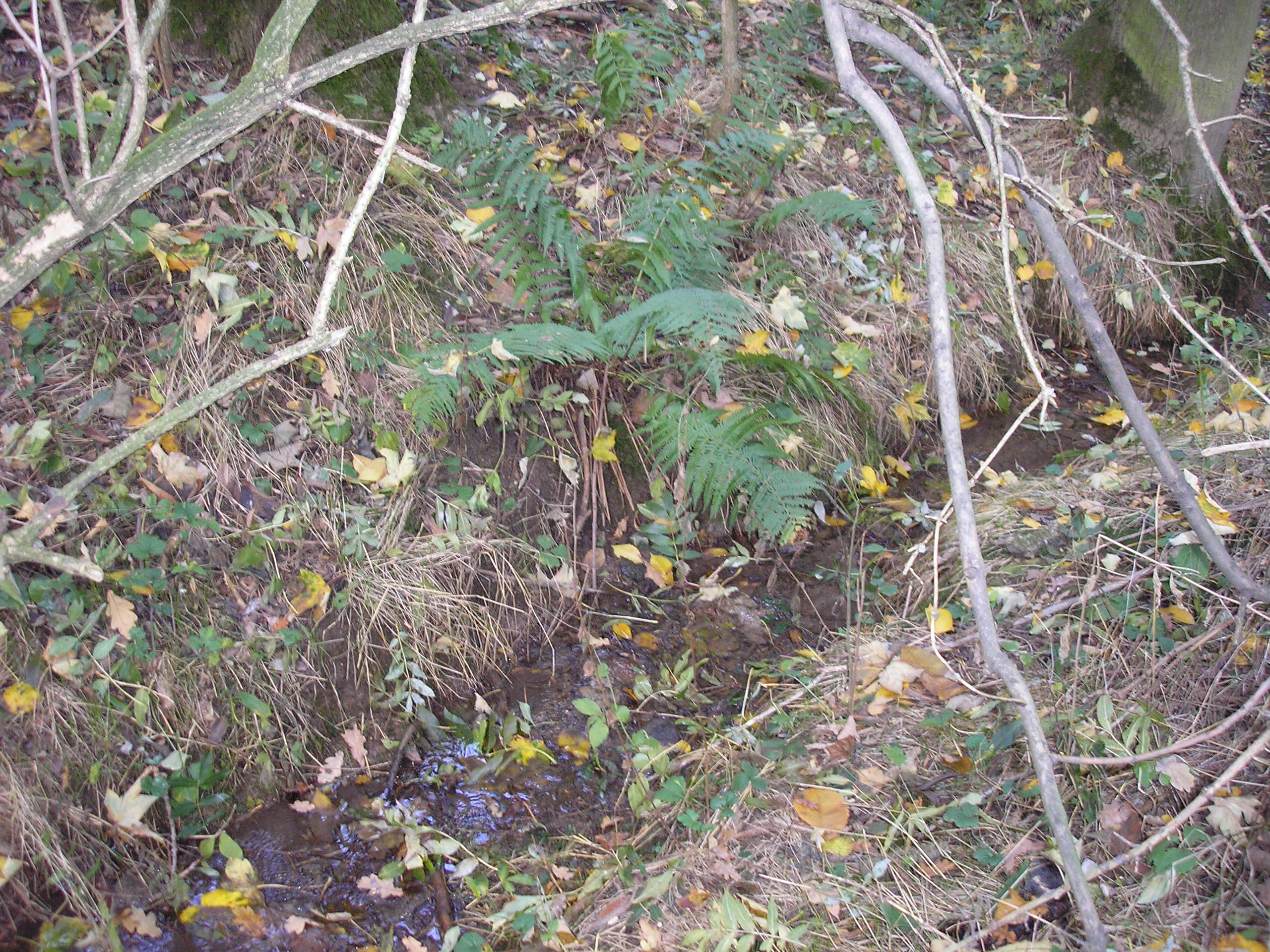
Potok

Jedná se o poslední místo přirozeného výskytu rdestice hustolisté v České republice. Ani v historii nebyla tato vodní rostlina v ČR běžnou, avšak kvůli zásahům do vodních toků a jejich znečištění vymizela a zůstala pouze na tomto místě. 

### Plán péče
V plánování péče o toto území jsou nejzásadnější nároky rdestice hustolisté na stanoviště. Veškeré zásahy a opatření v NPP by měly směřovat nejen k zachování, ale i zlepšení podmínek pro její populaci. V návrhu je odbahnění rybníka podle potřeb a zpětný posun sukcese rybničního společenstva. V rybníce by mělo také docházet k odstraňování řas a dalších vodních rostlin (např. porosty lakušníku a žlutého kosatce).
Od roku 2000 je na ploše kolem rybníka 2× ročně sečena tráva a spolu s další biomasou (spadané listí, větve) je odvážena mimo NPP, aby nedocházelo k zanášení rybníka. Ochranné pásmo je zatravněné a v jeho jižní části je vyhlášeno 2. Pásmo hygienické ochrany vodního zdroje pro obec Miskovice. Na plán péče by mohlo navazovat vyhledávání a tvoření nových lokalit pro rdestici v Polabí.

## Hospodaření

### Rybníkářství
Jelikož je rybník zobrazen na mapě stabilního katastru z roku 1843, lze předpokládat, že byl vybudován ještě před touto dobou. Pravděpodobně byl využíván hlavně k chovu ryb. Hráz je jednoduchá sypaná. V roce 1996 byla opravena a dřevěný požerák byl vyměněn za betonový a byl vybudován bezpečnostní přeliv. Od roku 2006 má rybník vypracován manipulační řád a není rybářsky využíván. Pokud zde někdo vysadí ryby, jsou buď odloveny při čištění rybníka, nebo je možné nasadit dravé ryby a odlovit až je. V minulosti se zde vyskytl kapr, lín, střevlička východní a karas stříbřitý. 

### Lesnictví

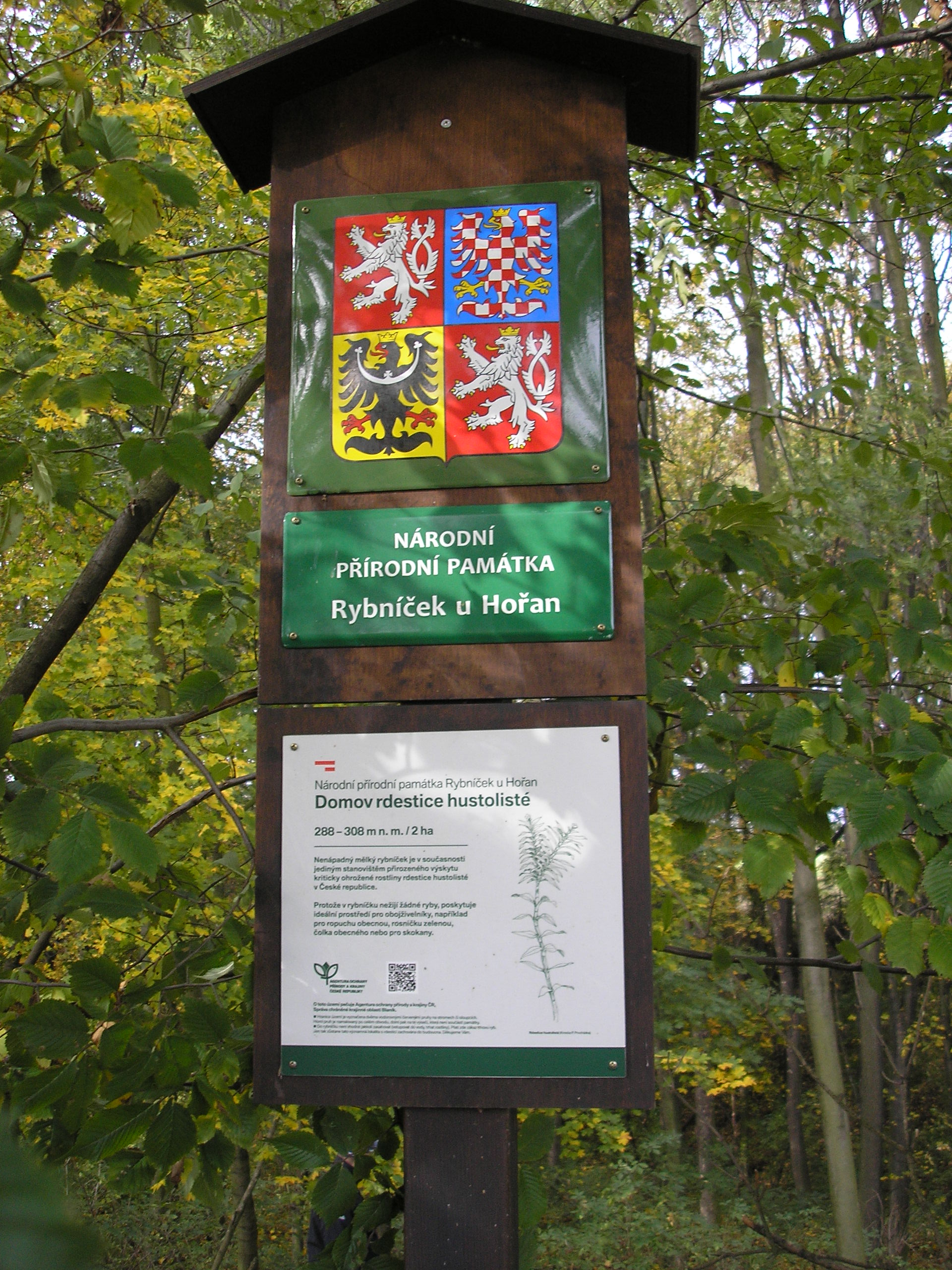
Hraniční cedule

Původně na území NPP byly louky a pastviny, lesní hospodaření tedy nemá moc dlouhého trvání. Původně zde byly založeny smrkové porosty, které ale byly z části vytěženy a z části ponechány přírodě. Dnes je zde spíše les náletový s relativně nerušeným sukcesním vývojem. Dominantní vliv zde má expanzní jasan. V listnatém lese starém přibližně 60 let dominuje jasan ztepilý a olše lepkavá.

### Zemědělství
Území je člověkem využíváno s menšími přestávkami pravděpodobně již od konce neolitu.

## Turismus
Hromadné rekreační a sportovní využívání území není vhodné. Jednorázové aktivity (např. pěší pohyb osob, orientační běh) je potřeba posuzovat s ohledem na stabilitu půdního pokryvu a erozi. Na stezce přes hráz je možná i jízda na koni nebo na kole. Před územím NPP se nachází geocache. V případě zjištění eroze nebo jiných negativních vlivů na okolí rybníka je vhodné regulovat provoz na určité období, případně přistoupit k úpravě povrchu tak, aby nedocházelo k ničení krajinného rázu. 
Roku 2000 byla NPP označena hraničními tabulemi, které od té doby již byly vyměněny. O rok později byla na příjezdové cestě instalovaná závora a informační tabule. Přístup je možný buď po lesní cestě kousek za vesnicí Hořany (ze silnice směr Miskovice), nebo procházkou z Kutné Hory přes suchý poldr. 
Vstup do vody, trhání rostlin a nasazování ryb není vhodné.

## Průzkum a výzkum
V období platnosti plánu péče by měl být několikrát proveden rozbor vody ze vzorků odebraných několikrát během roku. Také by mělo dojít k několika měřením teploty vody a k pozorováním populace rdestice a konkurenčních druhů.

## Fotogalerie

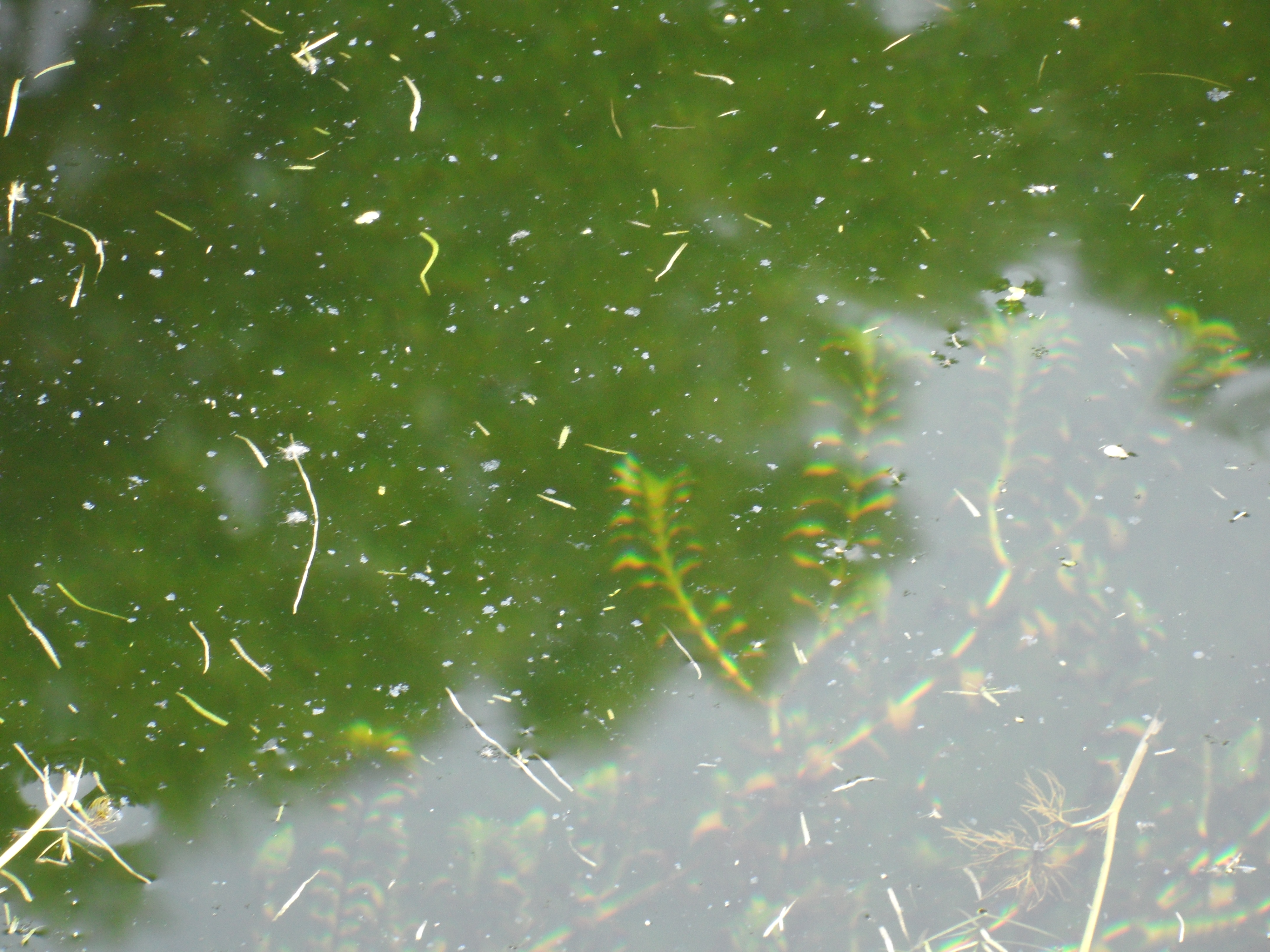
Rdesice hustolistá pod hladinou
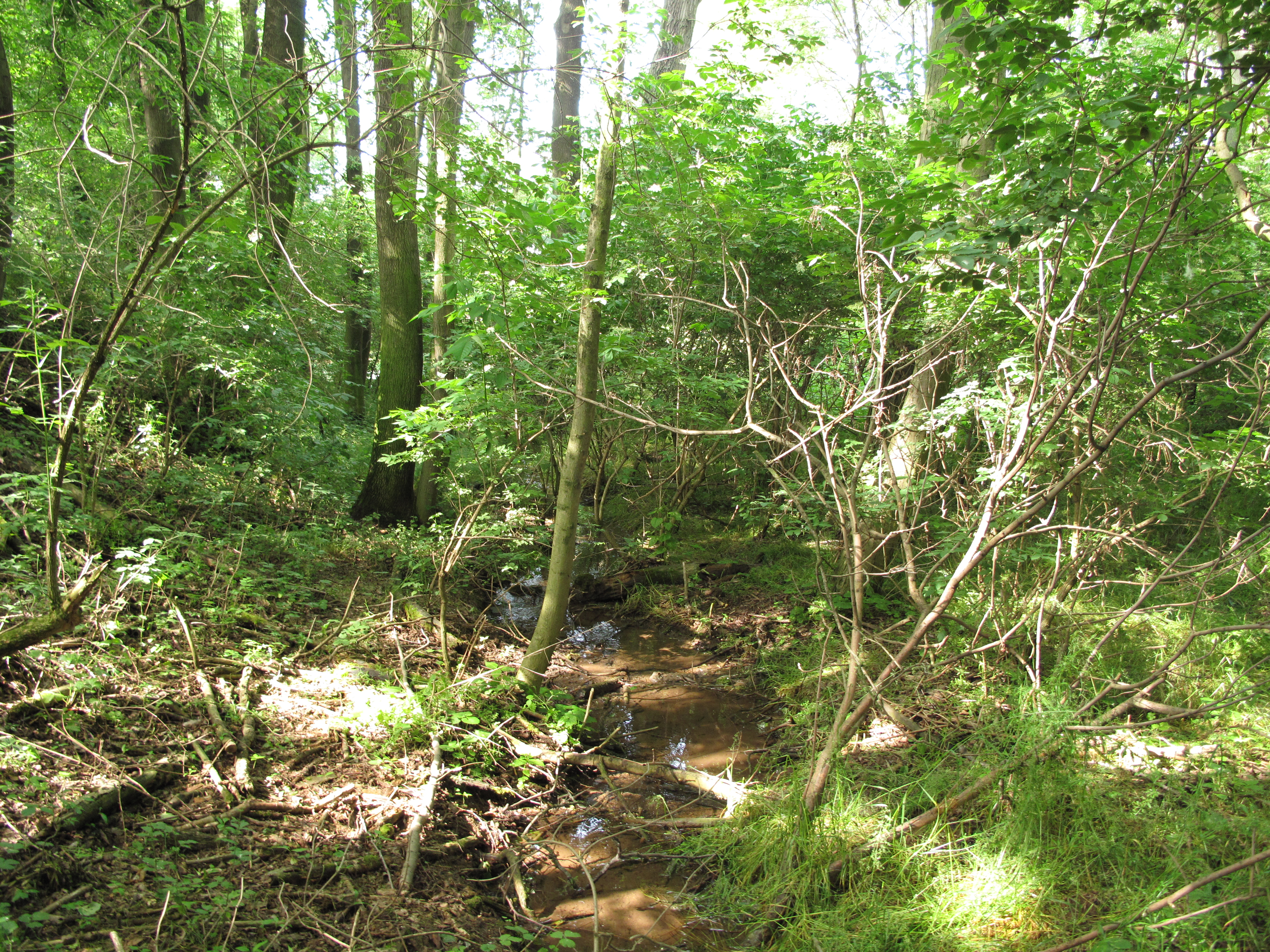
Potok
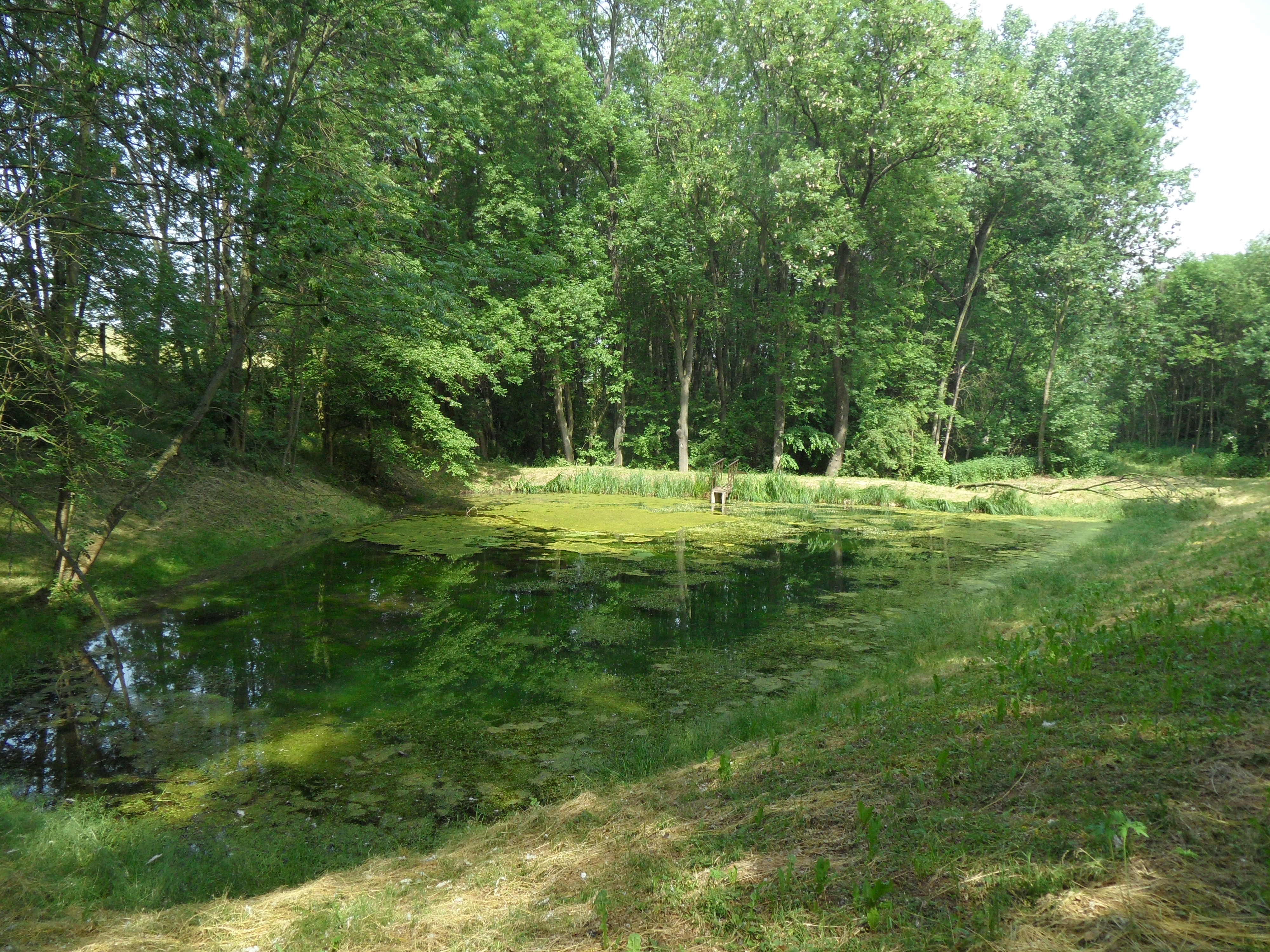
Celkový pohled od JZ
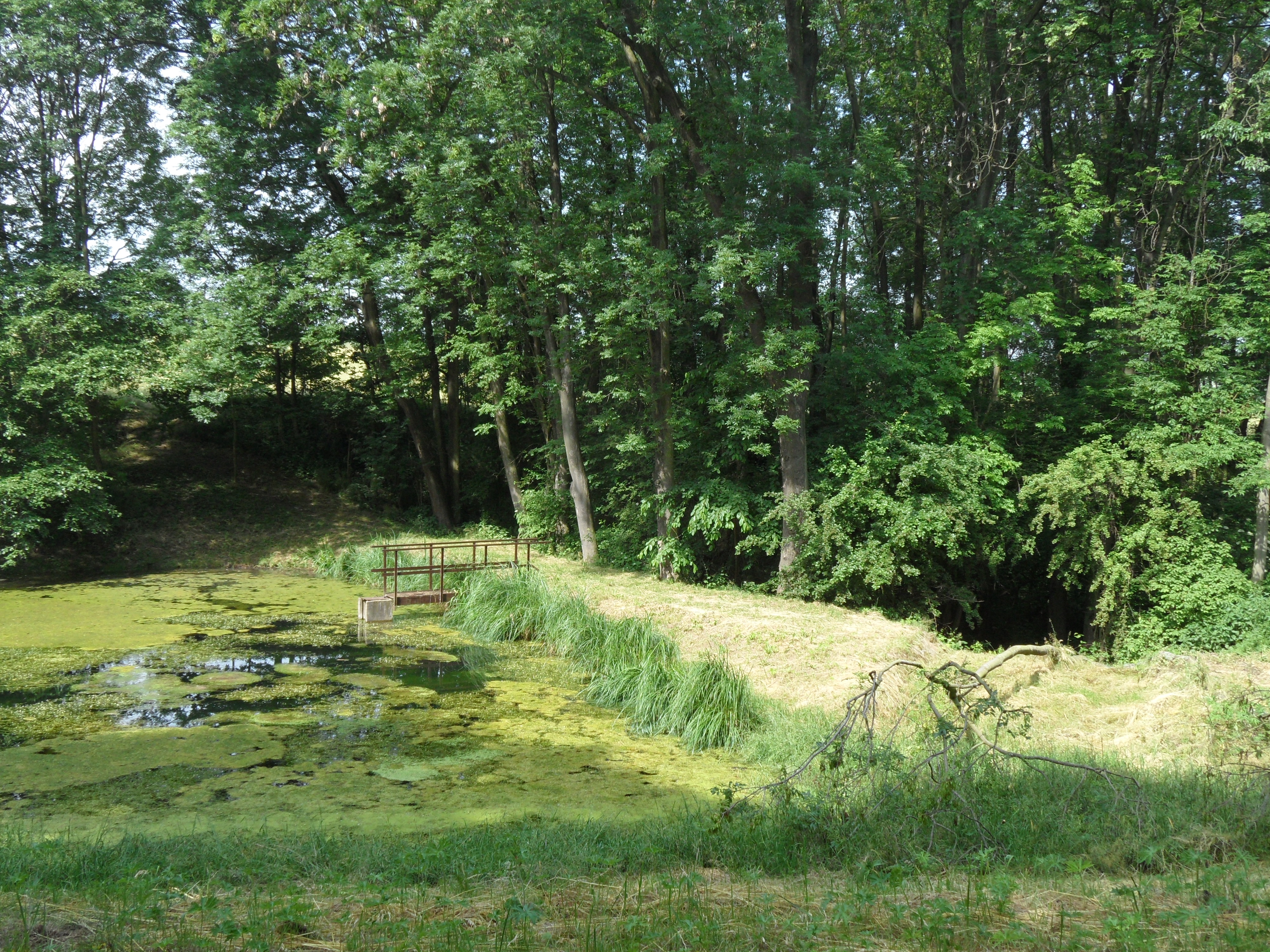
Hráz a východní část